# 셰릴 버크
셰릴 버크(Cheryl Burke, 1984년 5월 3일 ~ )는 미국의 댄서, 직업, 사회자이다.